# 明洞聖堂
座標: 北緯37度33分47.7秒 東経126度59分12.6秒 / 北緯37.563250度 東経126.986833度
明洞聖堂（ミョンドンせいどう、朝：명동성당）あるいは韓国カトリックソウル大司教区司教座聖母マリア無原罪の御宿り明洞大聖堂（かんこくカトリックソウルだいしきょうくしきょうざせいぼマリアむげんざいのおんやどりミョンドンだいせいどう）は、大韓民国ソウル特別市にあるカトリックの司教座聖堂。明洞大聖堂は聖母マリア無原罪の御宿りに捧げられている。

## 歴史
李氏朝鮮時代、北学派のグループが清留学中にカトリックと初めて接触を持ち始めたが、その後朝鮮が開国し、フランス人宣教師が到着したことで本格的に朝鮮半島における布教が進んだ。だが、当局からの弾圧を招くこととなる。明洞聖堂の建築はフランス人司祭ウジェーヌ・コスト (Eugene Coste) の計画によって進められ、1883年に用地を購入、1892年に高宗臨席のもとで起工式を行った。日清戦争やコスト神父の死などの影響によって予定が遅れ、聖堂完成は1898年5月。献堂式が行われたのは同年5月29日である。当初は鐘峴聖堂という名で呼ばれていたが、1945年、日本からの独立を機に現在の「明洞聖堂」という名称に改められた。韓国のカトリック信徒にとって精神的シンボルともいえる重要な聖堂である。1980年代の第五共和国の時代には、民主化運動の聖地となった。6月民主抗争では、デモ隊が明洞聖堂に立てこもり、教会側も彼らを積極的に支援し、民主化運動を後押しした。

## 建築
韓国で最初に作られたレンガ造りの教会で、ゴシック様式の建物である。

## ギャラリー

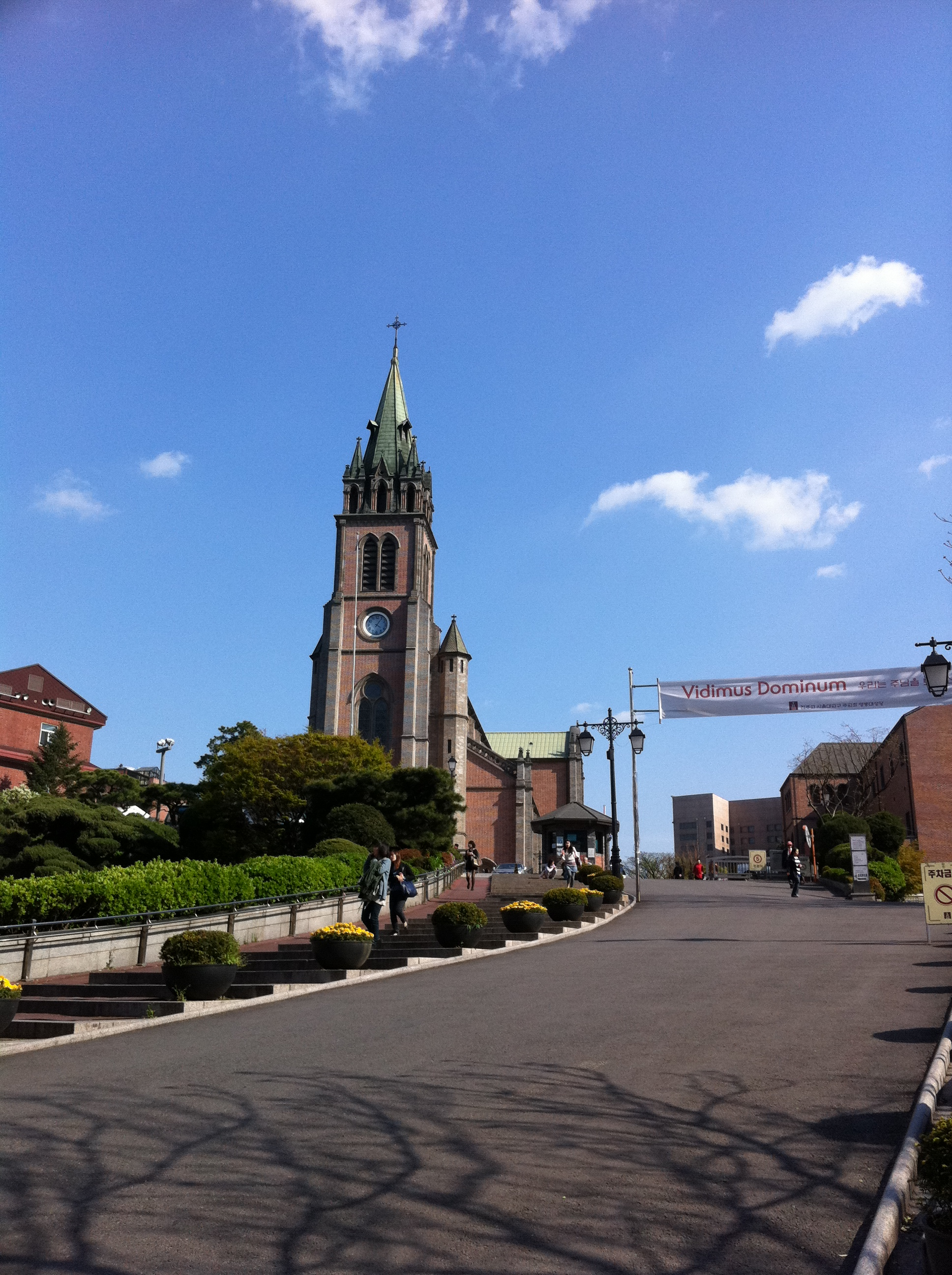
明洞聖堂（2011年4月）
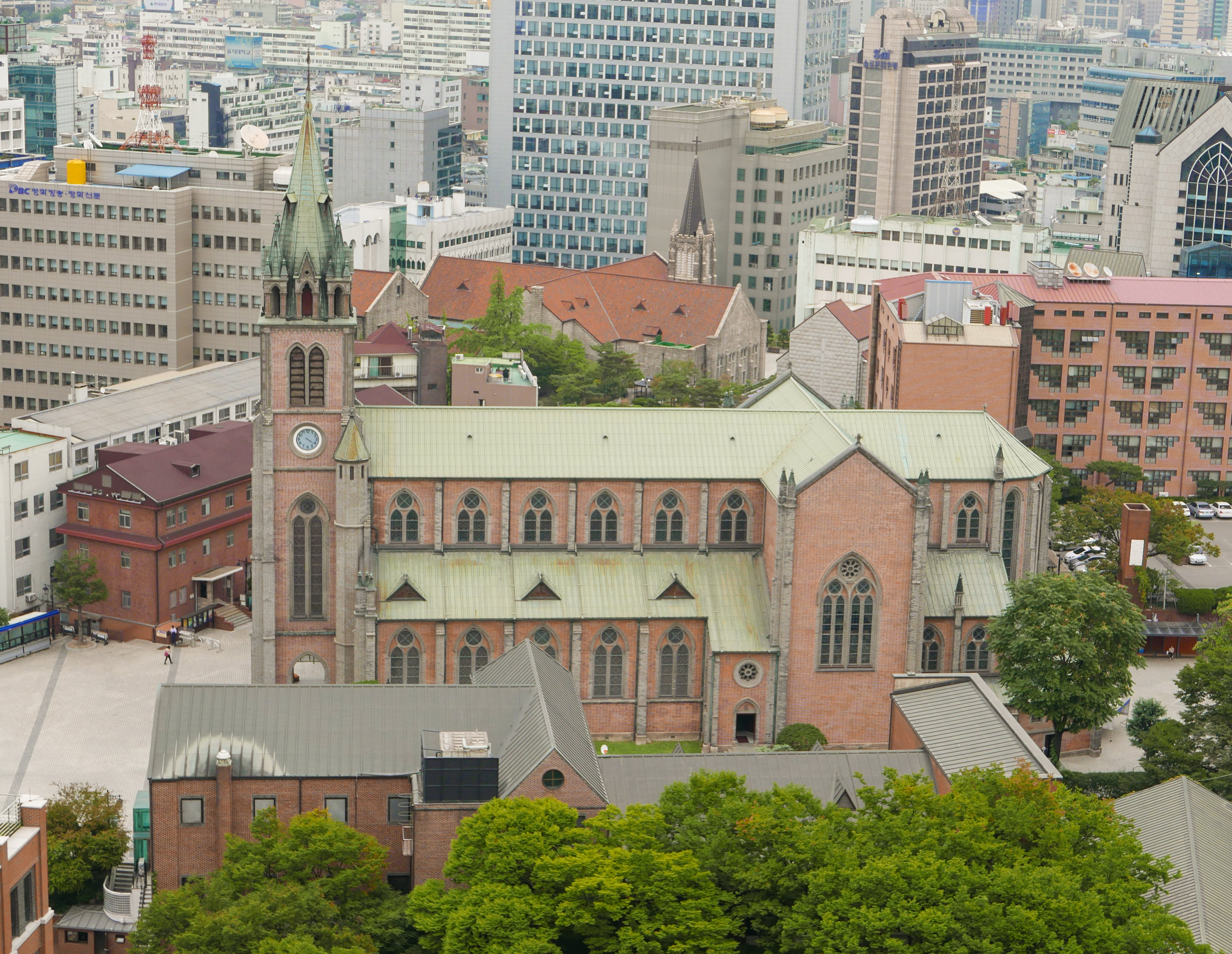
ソラリア西鉄ホテル ソウル明洞から臨む明洞聖堂